# Гранатовий астрильд
Гранатовий астри́льд (Granatina) — рід горобцеподібних птахів родини астрильдових (Estrildidae). Представники цього роду мешкають в Східній і Південній Африці. Раніше їх відносили до роду Астрильд-метелик (Uraeginthus), однак за результатами молекулярно-генетичного дослідження 2020 року вони були переведені до відновленого роду Granatina.

## Види
Виділяють два види:
- Астрильд пурпуровий (Granatina ianthinogaster)
- Астрильд гранатовий (Granatina granatina)